# ベントレー・EXP 12 スピード6e
ベントレー・EXP 12 スピード6e (Bentley EXP 12 Speed 6e) は2017年に発表されたコンセプトカーである。

## 概要
EXP 12 スピード6eは2017年のジュネーブモーターショーで発表された、電動2ドアカブリオレモデル。 ベントレーの会長兼CEOのヴォルフガング・デュルハイマーは、「このコンセプトは、ベントレーのラインナップに完全な電動モデルを含めるというベントレーの考えを示しつつ、ユーザーの関心を図ることが目的」と述べた。車名の「6e」は、ベントレーが真のベントレーに期待する技術、高品質な素材、洗練された電動モデルの運転性能を定義に由来している。
EXP 12 スピード6eはワイヤレス充電が可能で、ワイヤレス充電が不可能な場合は後部にある充電ポートからの通常充電も可能。1回の充電でロンドンからパリ、ミラノからモナコという300km前後の走行が可能。

## デザイン

### エクステリア
エクステリアデザインはベントレーデザインの今後の方向性を示すもので、EXP 10 スピード6と似たデザインになっており、長いエンジンフード、短いオーバーハング、低いメッシュのフロントグリル、広いリアを特徴としている。エンジンフードには、バッテリーとドライブトレインを冷却するためにエアインテークが配置されている。空気力学に基づき、サイドミラーが小型カメラへ変更された他、イグニッションがオンのときにグリルに「6e」の文字が表示されるようになっている。

### インテリア
インテリアもEXP 10 スピード6から影響を受けていて、ベニヤ、赤色の革、銅で仕立てられている。ステアリングホイールはヨークスタイルで、インパネにはインフォテインメントシステムとナビゲーションが表示される。センターコンソールには湾曲したOLEDディスプレイが設置されている。また、ベントレーダイナミックドライブダイヤルと呼ばれるダイヤルにより、ドライブモードを変更することができる。

## 参照
1. ↑  https://www.bentleymotors.com/en/about-bentley/history-and-heritage.html
2. ↑  https://www.autoblog.com/2017/03/07/bentley-exp-12-speed-6e-concept-electric-convertible/?guccounter=1&guce_referrer=aHR0cHM6Ly9lbi53aWtpcGVkaWEub3JnLw&guce_referrer_sig=AQAAAEmmNoktPluybFDp1ktffY2ByTdt55e_qtd1gZIypXtMG1K8jFM4YBThWAAaW9y6I5rJpzC4kGgmn8yft2M1ztXMlfdv5brIql6yDkhhDkB4dChaheWIySs5ShNCo_vmHrziyyYzhb8cFYSQaOnmx0HqCdeeYumqSJ76Qi0qCyEj#slide-1377952
3. ↑  https://www.bentleymedia.com/en/newsitem/754-bentley-exp-12-speed-6e-concept-the-luxury-electric-vehicle
4. ↑  https://www.thedrive.com/new-cars/8174/bentley-exp-12-speed-6e-like-that-other-sexy-bentley-concept-but-electric-and-convertible
5. ↑  https://www.caranddriver.com/news/a15095959/bentley-exp-12-speed-6e-concept-ev-photos-and-info-news/
6. ↑  https://openers.jp/car/car_news/1536454
7. ↑  https://www.proquest.com/docview/1922436930
8. ↑  https://www.topspeed.com/cars/bentley/2017-bentley-exp-12-speed-6e-concept/